# John Maitland, 1. Duke of Lauderdale

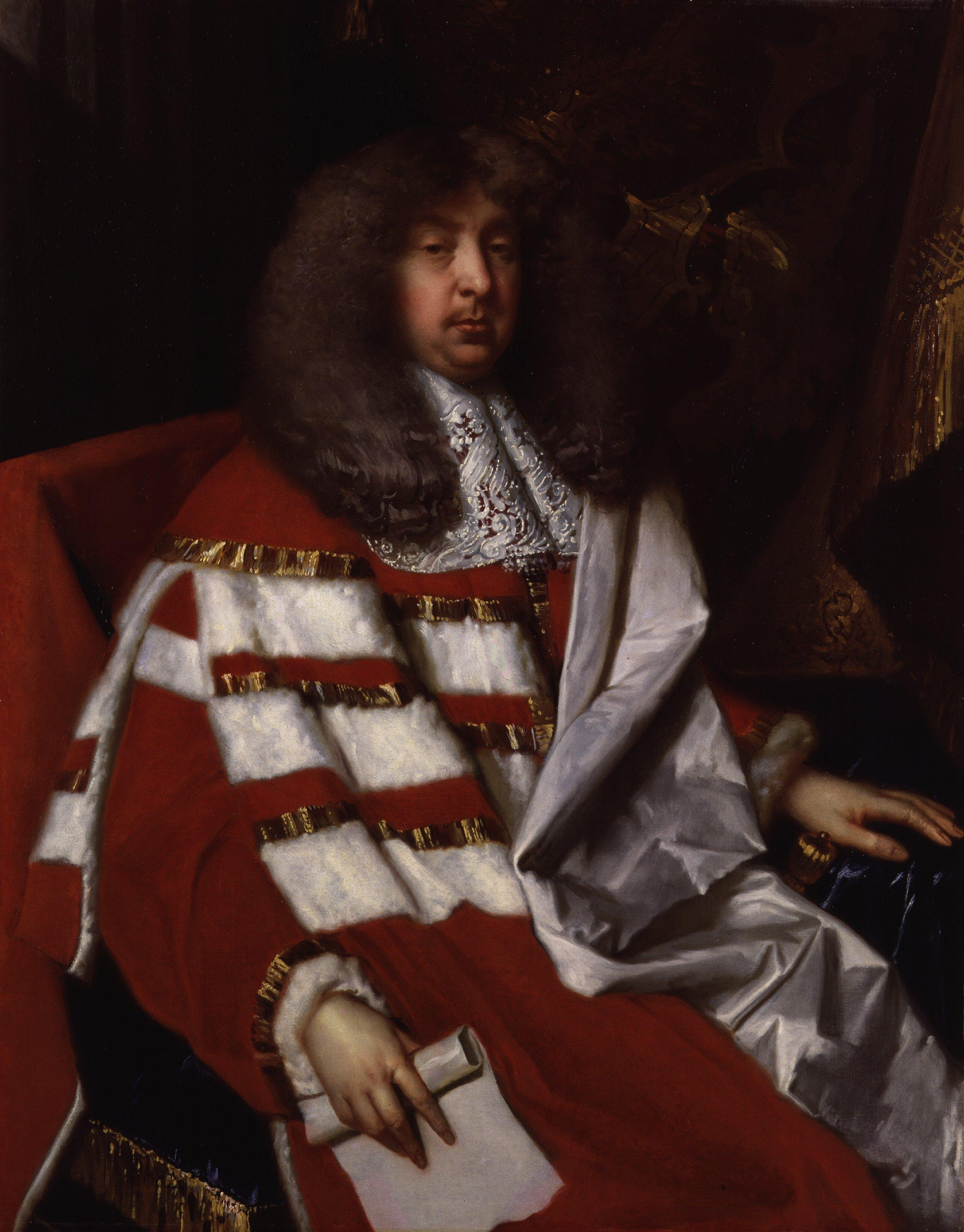
John Maitland, 1. Duke of Lauderdale

John Maitland, 1. Duke of Lauderdale KG PC (* 24. Mai 1616 in Lethington; † 24. August 1682 in Tunbridge Wells) war ein schottischer Adliger und Politiker.

## Leben
John Maitland stammt aus einer alten Familie aus Berwickshire und East Lothian. Sein Vater John Maitland war ein bedeutender Jurist seiner Zeit, war Präsident des schottischen Parlaments und wurde 1624 zum Earl of Lauderdale erhoben. Der Dichter Sir Richard Maitland war sein Urgroßvater.
Maitland gehörte am Anfang des Englischen Bürgerkriegs zu den Covenanters. Er strebte jedoch eine Verhandlungslösung an und wurde daher 1644 vom König in den Privy Council aufgenommen. Im Jahr darauf erbte er beim Tod seines Vaters dessen schottischen Adelstitel als 2. Earl of Lauderdale.
Er riet dem König, die Vorschläge der Independents abzulehnen, und gehörte 1647 zu den Engagers, die mit König Karl I. einen Vertrag über dessen Anerkennung der Covenanters schlossen. Im Gegenzug sollte der König Unterstützung aus Schottland erhalten. Diese Truppen unterlagen Oliver Cromwell in der Schlacht von Preston im folgenden Jahr.
In der Schlacht von Worcester wurde Maitland 1651 gefangen genommen; er blieb bis 1660 in Haft. Freigelassen ging Maitland zu Karl II. ins Exil auf den Kontinent. Nach der Restauration wurde er zum Minister für Schottland ernannt und zu einem der wichtigsten Ratgeber des Königs. Er gehörte zu den einflussreichsten Mitgliedern des berüchtigten Cabal Ministeriums und behauptete sich auch gegen eine vom Parlament 1674 gegen ihn beabsichtigte Anklage.
1672 wurde er zum Duke of Lauderdale erhoben und als Knight Companion in den Hosenbandorden aufgenommen. 1674 wurden ihm zudem die englischen Titel Earl of Guilford und Baron Petersham verliehen, wodurch er auch Mitglied des englischen House of Lords wurde.
In Schottland machte er sich durch seine absolutistischen Grundsätze allgemein verhasst. Der König hielt an ihm jedoch lange Zeit gegen massive Kritik aus Schottland und dem englischen Parlament fest. Ab 1679 ließ Maitland Gesundheit jedoch nach und er verlor Einfluss und Ämter. Er starb im August 1682. Walter Scott hat ihn in Old mortality geschildert.

## Familie
Maitland war in erster Ehe mit Lady Anne Home, einer Tochter von Alexander Home, 1. Earl of Home, verheiratet. Mit ihr hatte er eine Tochter, Lady Mary Maitland (1645–1702), die 1666 John Hay, 2. Marquess of Tweeddale, heiratete. Maitland und Lady Anne lebten seit 1669 getrennt, bis die Ehefrau 1671 starb.
Bereits seit 1669 hatte Maitland eine Affäre mit Elizabeth Tollemache, 2. Countess of Dysart, die er dann weniger als vier Monate nach dem Tode seiner Frau heiratete. Aus dieser Ehe hatte er keine Kinder.
Da Maitland somit keine männlichen Abkömmlinge hatte, erloschen das Dukedom und seine englischen Titel mit seinem Tode. Die schottische Earlswürde ging auf seinen Bruder Charles Maitland über.